# الحزم (حضرموت)
الحزم هي إحدى قرى الجمهورية اليمنية. وهي تتبع جغرافيًا لمحافظة حضرموت. وإداريًا لمديرية شبام. يبلغ تعداد سكانها 2337 نسمة حسب الإحصاء الذي أجري عام 2004.